# Fabio Cudicini
Fabio Cudicini (20. října 1935, Terst, Itálie - 8. ledna 2025, Řím) byl italský fotbalový brankář. Jeho otcem byl fotbalista Guglielmo Cudicini a synem fotbalový brankář Carlo Cudicini.

## Fotbalová kariéra
V italské nejvyšší soutěži chytal za Udinese Calcio, AS Řím, Brescia Calcio a AC Milán, nastoupil ve 337 ligových utkáních. V sezóně 1960/1961 vyhrál s AS Řím Veletržní pohár a v sezóně 1963/1964 italský fotbalový pohár. V sezóně 1967/1968 vyhrál s AC Milán Serii A i Pohár vítězů pohárů, v sezóně 1968/1969 Pohár mistrů evropských zemí a v sezóně 1971/1972 italský fotbalový pohár. V Poháru mistrů evropských zemí nastoupil v 10 utkáních, v Poháru vítězů pohárů nastoupil v 7 utkáních, v Poháru UEFA nastoupil v 10 utkáních a ve Veletržním poháru nastoupil ve 26 utkáních. V Interkontinentálním poháru nastoupil ve 2 utkáních. 

## Ligová bilance
| Ročník            | Zápasy | Góly | Klub           |
| ----------------- | ------ | ---- | -------------- |
| Serie A 1956/1957 | 13     | 0    | Udinese Calcio |
| Serie A 1957/1958 | 15     | 0    | Udinese Calcio |
| Serie A 1958/1959 | 2      | 0    | AS Řím         |
| Serie A 1959/1960 | 4      | 0    | AS Řím         |
| Serie A 1960/1961 | 26     | 0    | AS Řím         |
| Serie A 1961/1962 | 30     | 0    | AS Řím         |
| Serie A 1962/1963 | 28     | 0    | AS Řím         |
| Serie A 1963/1964 | 23     | 0    | AS Řím         |
| Serie A 1964/1965 | 23     | 0    | AS Řím         |
| Serie A 1965/1966 | 30     | 0    | AS Řím         |
| Serie A 1966/1967 | 16     | 0    | Brescia Calcio |
| Serie A 1967/1968 | 18     | 0    | AC Milán       |
| Serie A 1968/1969 | 29     | 0    | AC Milán       |
| Serie A 1969/1970 | 27     | 0    | AC Milán       |
| Serie A 1970/1971 | 23     | 0    | AC Milán       |
| Serie A 1971/1972 | 30     | 0    | AC Milán       |
| CELKEM Serie A    | 337    | 0    |                |